# Antalis gardineri
Antalis gardineri is een Scaphopodasoort uit de familie van de Dentaliidae. De wetenschappelijke naam van de soort is voor het eerst geldig gepubliceerd in 1909 door Melvill.